# Quando o Carnaval Chegar
Quando o carnaval chegar è un album composto per la gran parte dal musicista brasiliano Chico Buarque. Inciso nel 1972, è la colonna sonora dell'omonimo film di Carlos Diegues.

## Tracce

### Lato A
1. Mambembe - (Chico Buarque)
2. Baioque - (Chico Buarque)
3. Caçada - (Chico Buarque)
4. Mais uma estrela - (Bonfiglio de Oliveira, Herivelto Martins)
5. Quando o carnaval chegar - (Chico Buarque)
6. Minha embaixada chegou - (Assis Valente)
7. Soneto - (Chico Buarque)

### Lato B
1. Mambembe - (Chico Buarque)
2. Soneto - (Chico Buarque)
3. Partido alto - (Chico Buarque)
4. Bom conselho - (Chico Buarque)
5. Frevo de Orfeu - (Tom Jobim, Vinícius de Moraes)
6. Formosa - (J. Rui, Nássara)
7. Cantores do rádio - (Alberto Ribeiro, João de Barro, Lamartine Babo)